# Bahnhof Akita

Der Bahnhof Akita (秋田駅, Akita-eki) ist ein bedeutender Bahnhof der East Japan Railway Company (JR East) in der Universitätsstadt und Präfekturhauptstadt Akita in der gleichnamigen Präfektur in Tohoku im Norden Japans. Der Bahnhof ist ein bedeutender Verkehrsknotenpunkt und verbindet mehrere wichtige Bahnlinien, darunter den Akita-Shinkansen.

## Geschichte
Der Bahnhof Akita wurde am 21. Oktober 1902 durch die Eröffnung der Strecke Gojōme – Akita der Ōu-Nordlinie eingerichtet. Das erste Bahnhofsgebäude war von 1902 bis 1905 in Betrieb, gefolgt von einem zweiten Gebäude, das bis 1961 genutzt wurde. Der Bahnhof wurde zunächst als provisorischer Bau eröffnet und erhielt nach der Eingemeindung des Gebiets das endgültige Bahnhofsgebäude.
Am 1. September 1961 wurde der Bahnhof als „Volksbahnhof“ neu erbaut, mit einem angegliederten Bahnhofskaufhaus. Im Jahr 1995 wurde ein „Grundabkommen“ geschlossen, um die Entwicklung des Bahnhofs im Hinblick auf den Akita-Shinkansen voranzutreiben. 1997 im Zuge der Einführung des Akita-Shinkansen erhielt er ein neues Erscheinungsbild: Es wurden der Brückenbahnhof und der Verbindungsgang „Poporōdo“ (als Projekt der Stadt Akita) sowie der Bahnhofskaufhauskomplex Topico gebaut: Das Brückenbahnhofsgebäude wurde mit einem Budget von 3 Milliarden Yen errichtet, wobei JR 850 Millionen Yen beisteuerte.

## Aufbau
Die Architektur des modernen Empfangsgebäudes ist durch eine Brückenkonstruktion geprägt, die die Bahnsteige überspannt. Der Bahnhof verfügt über vier Inselbahnsteige mit insgesamt zehn Gleisen. Zwei dieser Gleise sind für Shinkansen-Züge vorgesehen. Das Bahnhofsgebäude beherbergt außerdem zahlreiche Geschäfte, darunter das Einkaufszentrum „Topico“, sowie ein Touristeninformationszentrum.
Der Reiterbahnhof wurde unter dem Konzept „Bahnhof des Lichts und des Winds“ entworfen, wobei unter anderem ein sanft geschwungenes großes Dach als gestalterisches Element integriert ist.
Das Topico-Gebäude wurde mit einem Investitionsvolumen von 2 Milliarden Yen errichtet und umfasst drei Etagen mit Geschäften, Gastronomie und einem weiten Luftraum, der für ein einheitliches Raumgefühl sorgt. Der Poporōdo-Verbindungsgang wurde 1999 eröffnet und 2003 erweitert, um den Bahnhof auch mit dem Einkaufszentrum „ALVE“ zu verbinden.

## Bahnlinien
Der Bahnhof Akita wird von folgenden Linien bedient:
| Gleis | Linie            | Richtung | Zielbahnhof               |
| ----- | ---------------- | -------- | ------------------------- |
| 1     | Ōu-Hauptlinie    | Abwärts  | Higashi-Noshiro・Hirosaki |
| 1     | Oga-Linie        | Abwärts  | Oga                       |
| 2–6   | Ōu-Hauptlinie    | Aufwärts | Ōmagari・Yuzawa           |
| 2–6   | Ōu-Hauptlinie    | Abwärts  | Higashi-Noshiro・Hirosaki |
| 2–6   | Uetsu-Hauptlinie | Aufwärts | Sakata・Tsuruoka          |
| 2–6   | Oga-Linie        | Abwärts  | Oga                       |
| 7・8  | Ōu-Hauptlinie    | Abwärts  | Higashi-Noshiro・Hirosaki |

Darüber hinaus endet der Akita-Shinkansen hier und nutzt einen Kopfbahnsteig mit zwei Gleisen (11 und 12). Er befindet sich auf derselben Ebene wie der konventionelle Bahnsteig 4 (Gleise 7 und 8). Früher war dort ein Umsteigeschalter mit automatischen Ticketkontrollgeräten installiert, dieser wurde jedoch am 17. März 2023 (Reiwa 5) außer Betrieb genommen.
| Gleis | Linie            | Richtung | Zielbahnhof                     |
| ----- | ---------------- | -------- | ------------------------------- |
| 11    | Akita-Shinkansen | -        | （grunds. nur ankommende Züge） |
| 12    | Akita-Shinkansen | Aufwärts | Ōmagari・Tazawako               |

## Umgebung
Direkt am Bahnhof befinden sich der Busbahnhof, das Einkaufszentrum „ALVE“ sowie Hotels und Restaurants.

## Trivia
- Der Bahnhof wurde 2002 als einer der „100 schönsten Bahnhöfe im Tōhoku-Gebiet“ ausgezeichnet.[3]
- Die (Mini-)Shinkansen-Züge der Serie E6 halten regelmäßig in Akita.